# 裝甲多用途車輛

## 簡介
裝甲多用途車輛（英語：Armored Multi-Purpose Vehicle，縮寫為AMPV）是美國陸軍為取代老化的M113裝甲運兵車所開發的新一代履帶式裝甲平台。該車輛由BAE系統公司設計與製造，基於布雷德利步兵戰鬥車的底盤，具備模組化設計，能夠執行多種任務，包括人員運輸、醫療後送、指揮控制及迫擊砲支援等。

## 發展背景
M113裝甲運兵車自1960年代服役以來，已逐漸無法滿足現代戰場對生存性、機動性與電子設備整合的需求。為此，美國陸軍於2013年啟動AMPV計畫，旨在開發一款能夠在裝甲旅戰鬥隊（ABCT）中執行多種支援任務的履帶式裝甲車輛。BAE系統公司提出的設計基於無砲塔的布雷德利底盤，並進行多項改進，以提升內部空間、裝甲防護與動力系統。

## 設計特點
底盤與裝甲：AMPV採用與布雷德利相同的底盤結構，但移除砲塔以增加內部空間。車體裝甲為模組化設計，並配備V型底盤，以增強對地雷與簡易爆炸裝置的防護能力。
動力系統：搭載康明斯600匹馬力柴油引擎，配合HMPT-500液壓機械式變速箱，提供良好的機動性能。
電子設備：車內配備先進的電子系統，包括指揮控制、通訊與導航設備，並具備未來升級的潛力。
模組化設計：AMPV具備模組化的上部結構，可根據任務需求快速更換不同的任務模組，提高任務彈性與維修便利性。

## 變體
AMPV計畫共規劃五種主要變體，以滿足不同的戰場需求：
- M1283 通用型（General Purpose, GP）：主要用於人員與裝備運輸，具備基本的防護與通訊能力。

- M1284 醫療後送型（Medical Evacuation Vehicle, MEV）：配置醫療設備，用於戰場上的傷患後送任務。

- M1285 醫療處置型（Medical Treatment Vehicle, MTV）：作為前線的醫療處置站，提供初步的醫療處理能力。

- M1286 任務指揮型（Mission Command, MCmd）：配備先進的指揮控制系統，作為指揮官的行動指揮中心。

- M1287 迫擊砲運輸型（Mortar Carrier Vehicle, MCV）：搭載120毫米迫擊砲，提供間接火力支援。

## 服役情況
AMPV於2016年完成首輛原型車，並於2023年3月正式進入美國陸軍服役，首個裝備單位為第3步兵師第1裝甲旅戰鬥隊。根據計畫，美國陸軍預計在未來20年內接收約2,907輛AMPV，以全面取代M113系列車輛。

## 外部連結
- BAE系統公司官方介紹
- 美國陸軍新聞稿：交付最新戰鬥車輛